# Pierre Duhem
Pierre Maurice Marie Duhem (París, 10 de junio de 1861 - Cabrespine, Francia, 14 de septiembre de 1916) fue un físico y filósofo de la ciencia instrumentalista.

## Biografía
Pierre Duhem fue uno de los fundadores de la fisicoquímica, además de dedicarse a la historia y la filosofía de la ciencia. Ejercía de profesor de física teórica en la Universidad de Burdeos. 
Duhem es el pionero de los estudios históricos acerca de la ciencia medieval. En este ámbito escribió su monumental obra en 10 tomos El sistema del mundo, historia de las doctrinas cosmológicas de Platón a Copérnico.
Duhem, cuyas teorías estuvieron influidas por el principio de la economía de Ernst Mach, según el cual “la meta que se ha puesto [la física] es ser la expresión de los hechos más simple y económica”. En La théorie physique: son objet et sa structure. A diferencia de otros historiadores (Voltaire y Condorcet, por ejemplo), que despreciaban el medievo, trató de mostrar que la Iglesia católica ayudó a la aparición de la ciencia occidental y que fue uno de los periodos más fructíferos en este sentido. Su trabajo este campo vino impulsado originariamente por sus investigaciones en los orígenes de la estática, durante las que descubrió los trabajos de matemáticos y filósofos medievales como Nicolás Oresme y Roger Bacon, cuya sofisticación le sorprendió. A raíz de estas investigaciones les consideró los fundadores de la ciencia moderna, y adujo que anticiparon muchos descubrimientos de Galileo y otros pensadores posteriores. Duhem concluyó que “la mecánica y la física de la que los tiempos modernos están comprensiblemente orgullosos, proceden, mediante una ininterrumpida serie de mejoras apenas perceptibles, de las doctrinas proferidas en el corazón de las escuelas medievales”
En filosofía de la ciencia se le conoce sobre todo por la formulación de la tesis Duhem-Quine.
La primera biografía amplia sobre Pierre Duhem es obra de Stanley Jaki. Fue publicada en 1984 por la Editorial Nijhoff de La Haya.
Duhem fue propuesto en dos ocasiones para el premio Nobel de física.

## Obra
- Les théories de la chaleur (1895)
- Le mixte et la combinaison chimique. Essai sur l'évolution d'une idée (1902)
- L'évolution de la mécanique (1902)
- Les origines de la statique (1903)
- La théorie physique son objet et sa structure (1906)
- Études sur Léonard de Vinci. Paris, F. De Nobele, 1906-13; 1955. 3 v. 1. sér. I. Albert de Saxe et Léonard de Vinci. II. Léonard de Vinci et Villalpand. III. Léonard de Vinci et Bernardino Baldi. IV. Bernardino Baldi, Roberval et Descartes. V. Thémon le fils du juif et Léonard de Vinci. VI. Léonard de Vinci, Cardan et Bernard Palissy. VII. La scientia de ponderibus et Léonard de Vinci. VIII. Albert de Saxe. 2. sér. IX. Léonard de Vinci et les deux infinis. X. Léonard de Vinci et la pluralité des mondes. XI. Nicolas de Cues et Léonard de Vinci. XII. Léonard de Vinci et les origines de la géologie. 3. sér. Les précurseurs parisiens de Galilée: XIII. Jean I. Buridan (de Béthune) et Léonard de Vinci. XIV. Le tradition de Buridan et la science italienne au XVIe siecle. XV. Dominique Soto et la scolastique parisienne.
- Sozein ta phainomena. Essai sur la Notion de Théorie physique de Platon à Galilée (1908)
- Traité de l'énergétique (1911)
- Le Système du Monde. Histoire des Doctrines cosmologiques de Platon à Copernic, 10 vols., (1913—1959)
- Pierre Duhem (1987).  Stanley L. Jaki, ed. Prémices Philosophiques. Brill. ISBN 9789004081178.
- Pierre Duhem (1994).  Stanley L. Jaki, ed. Lettres de Pierre Duhem à sa fille Hélène. Editions Beauchesne. ISBN 9782701012971.
- Stanley L. Jaki (1991). Pierre Duhem: homme de science et de foi. Editions Beauchesne. ISBN 9782701012247.